# شماره‌های تلفن در ارمنستان
شماره‌های تلفن در ارمنستان که در زیر آمده‌است کدهای مقصد در داخل ارمنستان برای گرفتن تماس‌های بین‌المللی از خارج از جمهوری ارمنستان و بلعکس می‌باشند.

### گرفتن تماس از خارج از ارمنستان
از خارج ارمنستان به ایروان، مناطق، شبکه تلفن همراه، جمهوری آرتساخ شبکه ثابت تلفنی و جمهوری قره‌باغ شبکه تلفن همراه:
```
 
+ ۳۷۴ + کد مقصد + شماره مشترک موردنظر
 (به ایروان، مناطق)
 
+ ۳۷۴ + کد شبکه تلفن همراه + شماره مشترک موردنظر
 (به شبکه تلفن همراه)
 
+ ۳۷۴ + ۴۷ + شماره مشترک موردنظر
 (به شبکه ثابت تلفنی جمهوری آرتساخ)
 
+ ۳۷۴ + ۹۷ + شماره مشترک موردنظر
 (به شبکه تلفن همراه جمهوری آرتساخ)
```

### تماس گرفتن از ارمنستان
از ایروان، مناطق، شبکه تلفن همراه و جمهوری آرتساخ به خارج از ارمنستان:
```
 
۰۰ + کد کشور + کد مقصد + شماره مشترک موردنظر
```

### گرفتن تماس در داخل ارمنستان و جمهوری آرتساخ
```
 
۰ + کد مقصد + شماره مشترک موردنظر
```

### تماس گرفتن به جمهوری آرتساخ از ارمنستان
از ایروان، مناطق و شبکه تلفن همراه به جمهوری آرتساخ شبکه ثابت تلفنی و جمهوری آرتساخ شبکه تلفن همراه:
```
 
۰ + ۴۷ + شماره مشترک موردنظر
 (به شبکه ثابت تلفنی جمهوری آرتساخ)
 
۰ + ۹۷ + شماره مشترک موردنظر
 (به شبکه تلفن همراه جمهوری آرتساخ)
```

### نمونه
یک نمونه برای گرفتن تماس تلفنی در ایروان، ارمنستان به شرح زیر است:
```
 
شماره مشترک موردنظر
 (در داخل ایروان)
 
۰ + ۱۰ + شماره مشترک موردنظر
 (در داخل ارمنستان و جمهوری آرتساخ)
 
+ ۳۷۴ + ۱۰ + شماره مشترک موردنظر
 (خارج ارمنستان و جمهوری آرتساخ)
```

## کدهای مقصد

### تمامی
| شهر               | کد مقصد        |
| ----------------- | -------------- |
| ایروان            | ۱۰، ۱۱، ۱۲، ۱۵ |
| آبوویان           | ۲۲۲            |
| آپاران            | ۲۵۲            |
| آشتاراک           | ۲۳۲            |
| تالین             | ۲۴۹ ۰          |
| تساغکاهوویت       | ۲۵۷ ۰          |
| آرارات            | ۲۳۸            |
| آرتاشات           | ۲۳۵            |
| ماسیس             | ۲۳۶            |
| ودی               | ۲۳۴            |
| آرماویر           | ۲۳۷            |
| باغرامیان         | ۲۳۳            |
| دالاریک           | ۲۳۳ ۷۶         |
| واغارشاپات        | ۲۳۱            |
| ساردارآباد        | ۲۳۷            |
| متسامور           | ۲۳۷            |
| میاسنیکیان        | ۲۳۳ ۷۴         |
| کاراکرت           | ۲۳۳ ۷۵         |
| زوارتنوتس         | ۲۳۱            |
| چامباراک          | ۲۶۵            |
| گاوار             | ۲۶۴            |
| مارتونی           | ۲۶۲            |
| ساروخان           | ۲۶۴            |
| سوان              | ۲۶۱            |
| واردنیس           | ۲۶۹            |
| پتغنی             | ۲۲۲ ۹۶         |
| هرازدان           | ۲۲۳            |
| مغرادزور          | ۲۲۳ ۹۳         |
| پیونیک            | ۲۲۳ ۹۴         |
| آلاپارس           | ۲۲۶ ۷۵         |
| سولاک             | ۲۲۳ ۹۷         |
| بجنی              | ۲۲۳ ۹۸         |
| تساغکادزور        | ۲۲۳            |
| چارنتساوان        | ۲۲۶            |
| یغوارد            | ۲۲۴            |
| نور هاچن          | ۲۲۴            |
| نور گغی           | ۲۲۴            |
| زوونی             | ۲۲۴ ۵۲         |
| پروشیان           | ۲۲۴ ۵۳         |
| آرگل              | ۲۲۴ ۵۴         |
| آلاوردی           | ۲۵۳            |
| مارگاهوویت        | ۳۲۲ ۹۶         |
| اسپیتاک           | ۲۵۵            |
| استپاناوان        | ۲۵۶            |
| تاشیر             | ۲۵۴            |
| وانادزور          | ۳۲۲            |
| آخوریان           | ۲۴۳ ۰۰         |
| آماسیا            | ۲۴۶            |
| آنیاوان           | ۲۴۲ ۹۷         |
| آراپی             | ۲۴۳ ۰۰         |
| آرتیک             | ۲۴۴            |
| آشوتسک            | ۲۴۵            |
| گیومری            | ۳۱۲            |
| کامو              | ۲۴۳ ۰۰         |
| مارالیک           | ۲۴۲            |
| پمزاشن            | ۲۴۴            |
| سارناغبیور        | ۲۴۲ ۹۱         |
| شیراکاوان         | ۲۴۲ ۹۳         |
| گوریس             | ۲۸۴            |
| کاجاران           | ۲۸۵            |
| کاپان             | ۲۸۵            |
| خندزورسک          | ۲۸۴ ۹۴         |
| مغری              | ۲۸۶ ۰          |
| سیسیان            | ۲۸۳ ۰          |
| وریشن             | ۲۸۴            |
| برد               | ۲۶۷            |
| دیلیجان           | ۲۶۸ ۰          |
| ایجوان            | ۲۶۳            |
| کوغب              | ۲۶۶            |
| نویمبریان         | ۲۶۶            |
| یغگنادزور         | ۲۸۱            |
| جرموک             | ۲۸۷            |
| وایک              | ۲۸۲            |
| مایاکوفسکی        | ۲۲۲ ۹۰         |
| کاماریس/بالاهوویت | ۲۲۲ ۹۱         |
| لرنانیست          | ۲۲۳ ۹۱         |
| آراموس            | ۲۲۲ ۹۳         |
| آرزنی             | ۲۲۲ ۹۴         |
| گغاشن             | ۲۲۲ ۹۷         |
| کوتایک            | ۲۲۲ ۹۹         |
| آرزاکان           | ۲۲۶ ۷۲         |
| باغرامیان         | ۲۳۱ ۹۰         |
| واچه              | ۲۳۱ ۹۱         |
| نوراکارت          | ۲۳۱ ۹۵         |
| جرارات            | ۲۳۱ ۹۸         |
| خورونک            | ۲۳۱ ۹۹         |
| پانیک             | ۲۴۴ ۹۲         |
| آروشات            | ۲۴۴ ۹۵         |
| متس مانتاش        | ۲۴۴ ۹۶         |
| خاچیک             | ۲۸۱ ۵۱         |
| آرپی              | ۲۸۱ ۹۱         |
| آغاونادزور        | ۲۸۱ ۹۳         |
| آرنی              | ۲۸۱ ۹۴         |
| مالیشکا           | ۲۸۱ ۹۵         |
| یلپین             | ۲۸۱ ۹۷         |
| ریند              | ۲۸۱ ۹۸         |
| شاتین             | ۲۸۱ ۹۹         |
| آگاراک            | ۲۸۶            |
| پامباک            | ۳۲۲ ۹۳         |
| لرناپات           | ۳۲۲ ۹۴         |
| یغگنوت            | ۳۲۲ ۹۵         |
| دزوراگت           | ۳۲۲ ۹۷         |
| لرمانتوفو         | ۳۲۲ ۹۸         |
| واهاگنی           | ۳۲۲ ۹۹         |
| استپاناکرت        | ۴۷۱            |
| مارتاکرت          | ۴۷۴            |
| استان هادروت      | ۴۷۵            |
| استان آسکران      | ۴۷۶            |
| شوشی              | ۴۷۷            |
| استان کاشاتاق     | ۴۷۷ ۳۲         |
| مارتونی           | ۴۷۸            |

### بر پایه مناطق

#### آراگاتسوتن
- آپاران: ۲۵۲
- آشتاراک: ۲۳۲
- تالین: ۲۴۹ ۰
- تساغکاهوویت: ۲۵۷ ۰

#### آرارات
- آرارات: ۲۳۸
- آرتاشات: ۲۳۵
- ماسیس: ۲۳۶
- ودی: ۲۳۴

#### آرماویر
- آرماویر: ۲۳۷
- باغرامیان: ۲۳۳
- دالاریک: ۲۳۳ ۷۶
- واغارشاپات: ۲۳۱
- ساردارآباد: ۲۳۷
- متسامور: ۲۳۷
- میاسنیکیان: ۲۳۳ ۷۴
- کاراکرت: ۲۳۳ ۷۵
- زوارتنوتس: ۲۳۱
- باغرامیان، آرماویر: ۲۳۱ ۹۰
- واچه: ۲۳۱ ۹۱
- نوراکارت: ۲۳۱ ۹۵
- جرارات، آرماویر: ۲۳۱ ۹۸
- خورونک: ۲۳۱ ۹۹

#### گغارکونیک
- چامباراک: ۲۶۵
- گاوار: ۲۶۴
- مارتونی: ۲۶۲
- ساروخان: ۲۶۴
- سوان (ارمنستان): ۲۶۱
- واردنیس: ۲۶۹
- خاچیک: ۲۸۱ ۵۱
- آرپی: ۲۸۱ ۹۱
- آغاونادزور: ۲۸۱ ۹۳
- آرنی: ۲۸۱ ۹۴
- مالیشکا: ۲۸۱ ۹۵
- یلپین: ۲۸۱ ۹۷
- ریند: ۲۸۱ ۹۸
- شاتین: ۲۸۱ ۹۹

#### کوتایک
- آبوویان: ۲۲۲
- پتغنی: ۲۲۲ ۹۶
- هرازدان: ۲۲۳
- مغرادزور: ۲۲۳ ۹۳
- پیونیک: ۲۲۳ ۹۴
- آلاپارس: ۲۲۶ ۷۵
- سولاک: ۲۲۳ ۹۷
- بجنی: ۲۲۳ ۹۸
- تساغکادزور: ۲۲۳
- چارنتساوان: ۲۲۶
- یغوارد: ۲۲۴
- نور هاچن: ۲۲۴
- نور گغی: ۲۲۴
- زوونی: ۲۲۴ ۵۲
- پروشیان: ۲۲۴ ۵۳
- آرگل: ۲۲۴ ۵۴
- مایاکوفسکی: ۲۲۲ ۹۰
- بالاهوویت: ۲۲۲ ۹۱
- کاماریس: ۲۲۲ ۹۱
- آراموس: ۲۲۲ ۹۳
- آرزنی: ۲۲۲ ۹۴
- گغاشن: ۲۲۲ ۹۷
- کوتایک: ۲۲۲ ۹۹
- لرنانیست: ۲۲۳ ۹۱
- آرزاکان: ۲۲۶ ۷۲

#### لوری
- آلاوردی: ۲۵۳
- مارگاهوویت: ۳۲۲ ۶
- اسپیتاک: ۲۵۵
- استپاناوان: ۲۵۶
- تاشیر: ۲۵۴
- وانادزور: ۳۲۲
- پامباک، لوری: ۳۲۲ ۹۳
- لرناپات: ۳۲۲ ۹۴
- یغگنوت، لوری: ۳۲۲ ۹۵
- دزوراگت: ۳۲۲ ۹۷
- لرمانتوفو: ۳۲۲ ۹۸
- واهاگنی: ۳۲۲ ۹۹

#### شیراک
- آخوریان: ۲۴۳ ۰۰
- آماسیا، شیراک: ۲۴۶
- آنی کایاران: ۲۴۲ ۹۷
- آراپی: ۲۴۳ ۰۰
- آرتیک: ۲۴۴
- آشوتسک: ۲۴۵
- گیومری: ۳۱۲
- کامو: ۲۴۳ ۰۰
- مارالیک: ۲۴۲
- پمزاشن: ۲۴۴
- سارناغبیور: ۲۴۲ ۹۱
- شیراکاوان: ۲۴۲ ۹۳
- آرتیک: ۲۴۴
- پانیک: ۲۴۴ ۹۲
- آروشات: ۲۴۴ ۹۵
- متس مانتاش: ۲۴۴ ۹۶

#### سیونیک
- گوریس: ۲۸۴
- کاجاران: ۲۸۵
- کاپان: ۲۸۵
- خندزورسک: ۲۸۴ ۹۴
- مغری: ۲۸۶ ۰
- سیسیان: ۲۸۳ ۰
- وریشن: ۲۸۴
- آگاراک: ۲۸۶

#### جمهوری آرتساخ
- استپاناکرت: ۴۷۱
- مارتاکرت: ۴۷۴
- استان هادروت: ۴۷۵
- استان آسکران: ۴۷۶
- شوشی: ۴۷۷
- استان کاشاتاق: ۴۷۷ ۳۲
- استان مارتونی: ۴۷۸

#### تاووش
- برد: ۲۶۷
- دیلیجان: ۲۶۸ ۰
- ایجوان: ۲۶۳
- کوغب: ۲۶۶
- نویمبریان: ۲۶۶

#### وایوتس‌جور
- یغگنادزور: ۲۸۱
- جرموک: ۲۸۷
- وایک: ۲۸۲

#### ایروان
- ایروان: ۱۰، ۱۱، ۱۲، ۱۵

## کدهای شبکه غیر جغرافیایی
| ITSP          | کد                                                         |
| ------------- | ---------------------------------------------------------- |
| VivaCell-MTS  | ۶۰۶۱, ۶۰۶۷, ۶۰۶۸, ۶۰۶۹, ۶۰۷۶, ۶۰۷۷, ۶۰۷۸, ۶۰۷۹, ۶۰۸۰, ۶۰۸۱ |
| آرمینکو       | ۶۰۲۷, ۶۰۶۲, ۶۰۶۶                                           |
| BioNet        | ۶۰۲۹                                                       |
| Orange        | ۶۰۶۵                                                       |
| CrossNet LLC  | ۶۰۳۷, ۶۰۴۰, ۶۰۴۳, ۶۰۴۷, ۶۰۴۸٬۶۰۴۹                          |
| Ucom LLC      | ۶۰۴۴, ۶۰۵۰, ۶۰۵۱, ۶۰۵۲, ۶۰۵۳, ۶۰۵۴                         |
| GNC LLC       | ۶۰۴۶                                                       |
| Web           | ۶۰۳۶                                                       |
| Griar Telecom | ۶۰۴۵, ۶۰۵۶, ۶۰۵۷, ۶۰۵۸, ۶۰۵۹, ۶۰۶۰                         |

## کدهای شبکه تلفن همراه
| اپراتور تلفن همراه | کد                     |
| ------------------ | ---------------------- |
| تیم                | ۹۱, ۹۹, ۹۶, ۴۳، ۳۳، ۹۷ |
| یوکام              | ۵۵, ۹۵, ۴۱, ۴۴، ۶۶، ۵۰ |
| ویواسل-ام‌تی‌اس      | ۹۳, ۹۴, ۷۷, ۹۸, ۴۹     |

در تاریخ ۱ آوریل ۲۰۱۴, ترابردپذیری شماره تلفن همراه در ارمنستان راه اندازی شده‌است.

## شماره‌های فوریتی
| اورژانش عمومی | ۱۱۲ یا ۹۱۱ |
| آتش‌نشانی      | ۱۰۱        |
| پلیس          | ۱۰۲        |
| آمبولانش      | ۱۰۳        |
| خدمات گاز     | ۱۰۴        |